# Give Me That
『Give Me That』（ギブ・ミー・ザット）は、2024年6月3日にLabel Vから発売されたWayV（威神V）の5枚目のミニ・アルバム。

## 概要
- 2ndフルアルバム『On My Youth』以来、約7ヶ月ぶりのカムバック[8]。
- タイトル曲「Give Me That」の韓国語、中国語バージョンを含む計6曲が収録されている[8]。
- 「愛」をキーワードにした様々なジャンルの楽曲で構成されている[9]。
- メンバーのウィンウィンは、中国ドラマの撮影スケジュールのため、カムバック活動に参加していない[10]。
- 2024年6月11日放送、SBS M『THE SHOW』でWayVとして初めての音楽番組1位を獲得した[11]。

## プロモーション

### 予告編
- 5月20日、スケジュールポスターとイントロフィルム「Gimme Your New Album!」を公開した[12]。
- 5月25日、AR（拡張現実）を活用した参加型プロモーションウェブサイト「Catch Your Love and Give Me That」をオープンした[13]。
- 5月26日より、ムードサンプラー映像「'Give Me That' Mood Sampler」を公開した。
- 5月27日より、ティーザーイメージを公開した。

### ミュージックビデオ
- 5月29日、収録曲「New Ride (浪漫公路)」のトラックビデオを公開した[14]。
- 6月3日、タイトル曲「Give Me That (Korean Ver.)」のミュージックビデオを公開した[9]。
カウボーイ、ダンサー、シンガーソングライター、ラッパー、バスケットボール選手などの異なるキャラクターに変身したWayVのメンバーたちがオーディションに参加し、実際の曲の時間に合わせて落ちていくタイマーと共に、決まった時間内にそれぞれの特技を披露するというストーリー[9]。
- 6月10日、タイトル曲「Give Me That」の中国語版ミュージックビデオを公開した。

## チャート成績
中国QQ MUSIC、Kugou（酷狗）Music、Kuwo（酷我）Music、NetEase Cloud Musicのデジタルアルバム販売チャートで1位を獲得した。
iTunesトップアルバムチャートでは全世界19の国と地域で1位を達成した。

## 収録曲
1. Give Me That [2:56]
  - 作詞：KENZIE（英語版）
  - 中国語詞：潘彦廷
  - 作曲：KENZIE、Courtlin Jabrae Edwards、Pontus 'Oneye' Kalm、Tommy Brown、Ludwig Lindell
  - 編曲：Pontus 'Oneye' Kalm、Tommy Brown、Ludwig Lindell

ファンキーなオールドスクールジャンルのドラムビートに中毒性の強いメロディとブラスサウンドを加えたポップダンスナンバー[12]。
歌詞には、一目惚れした相手に伝える積極的な愛の告白を描いている[12]。
2. She A Wolf  [3:16]
  - 作詞：Park Taewon
  - 作曲：Ronny Svendsen、Adrian Thesen、Anne Judith Wik、Jop Pangemanan、Kyle Wong
  - 編曲：Ronny Svendsen、Pizzapunk

夢の中へ導いていくようなイントロと、再び夢から目を覚ますようなアウトロ構成が曲の没入感を高めるヒップホップダンス曲[15]。
歌詞では、不思議な魅力と孤独な雰囲気を持っている相手を狼にたとえ、取り返しがつかないようにハマっていく危険な状態を表現している[15]。
3. Might As Well (预言) [3:06]
  - 作詞：潘彦廷
  - 作曲：Brian U、MarkAlong、HONEY NOISE、Noerio、Jacob Aaron、Jan Baars、Rajan Muse、Nathan Lewis
  - 編曲：Brian U、MarkAlong、HONEY NOISE

相手に対する渇望と夢で見た未来のように「僕たちはお互いに繋がる縁だ」という確信を表現したヒップホップダンスナンバー[15]。
4. New Ride (浪漫公路) [2:57]
  - 作詞：潘彦廷
  - 作曲：Greg Bonnick、Hayden Chapman、Lenno Linjama、Jeffrey The KiDDD、Adrian McKinnon
  - 編曲：LDN Noise、Lenno

月光の下で楽しむ愛する人とのドライブを期待しながら、ときめく気持ちをロマンチックに描いたR&Bポップ曲[15]。
5. Don't Get Mad [3:05]
  - 作詞：潘彦廷
  - 作曲：Daniel Davidsen、Peter Wallevik、Ed Drewett、Fraser Churchill、Mich Hansen
  - 編曲：PhD

恋人の嫉妬を慰めるために、心からのメッセージを伝えるR&B曲[15]。
6. Give Me That (Korean Ver.) [2:56]
  - 作詞：KENZIE
  - 作曲：KENZIE、Courtlin Jabrae Edwards、Pontus 'Oneye' Kalm、Tommy Brown、Ludwig Lindell
  - 編曲：Pontus 'Oneye' Kalm、Tommy Brown、Ludwig Lindell